# Dorothea Storm-Kreps
Dorothea Storm-Kreps, o Storm-Krebs (Heemskerk, 28 febbraio 1734 – Amsterdam, 5 novembre 1772), è stata una pittrice e illustratrice olandese specializzata nella pittura di fiori e frutta.

## Biografia
Figlia del floricultore luterano Jan Kreps (m.1777) e di Eva Welpshof (m.1779), appartenente alla Chiesa riformata, Dorothea crebbe a Beverwijk e Velsen. Aveva almeno tre fratelli, Johan Hendrik, Gerrit e Antony. A partire dal 1749 la famiglia Kreps risiedette ad Haarlem, dove il padre Jan praticava la sua attività di floricultura. Vivendo in questo ambiente, circondata dal verde, Dorothea maturò la sua passione per la pittura e il disegno. Iniziò così ad eseguire acquerelli e guazzi riproducenti fiori e frutta. Non è noto presso quale insegnante apprese quest'arte.
Il 2 aprile 1758 Kreps si sposò con Johannes Storm, giardiniere, conosciuto probabilmente nell'estate del 1757, quando entrambi si trovavano a Leida per ammirare la pianta dell'aloe americana, fatta fiorire dal fioraio Stekhoven, secondo quanto affermato nella poesia scritta in occasione delle nozze, Ter echtverbintenisse. L'interesse di Dorothea per questa pianta era legato al suo hobby della pittura, quello di Storm, invece, alla sua professione di giardiniere: lavorò infatti per l'orto botanico di Amsterdam dal 1751 al 1803 e acquistò per questo dei bulbi di fiori dal suocero.
Nella poesia per le nozze, Dorothea era descritta come maestra nella pittura floreale, anche se per gli esperti le sue opere non erano considerate di alto livello.
Anche dopo il matrimonio, Dorothea Kreps continuò a coltivare il suo hobby per la pittura nel suo atelier, che, come documentato dal rapporto di un commissario dell'orto botanico dell'8 marzo 1768, era situato sopra le serre, dove era riservata una camera per la moglie del giardiniere, in cui si trovavano anche alcuni uccelli.
Si conoscono poche opere di quest'artista: tra queste un acquerello dipinto per l'Atlante Moninckx, firmato, un guazzo conservato al Museo Boijmans Van Beuningen e 24 acquerelli conservati in un magazzino di arte antica.
Dorothea Kreps morì di parto a 38 anni, pochi giorni dopo aver dato alla luce il suo settimo figlio.